# Бетька
Бетька (тат. Бәтке) — река в России, протекает по Татарстану. Устье реки находится в 55 км по правому берегу реки Кама, Куйбышевское водохранилище. Длина реки составляет 37 км. Площадь водосборного бассейна — 343 км². Устье реки находится в районном центре, Рыбной Слободе. Является памятником природы местного значения.
Высота устья — 53 м над уровнем моря. Высота истока — 145 м над уровнем моря.
Ширина реки 5-8 м, глубина, скорость течения незначительны. Принимает 17 притоков. Средний многолетний слой годового стока 182 мм. Слой стока половодья 140 мм. Расход межени в устье 0,67 м³/с.

## Притоки
- Шиланка (пр)
- Итеменка (пр)
- 13 км: Атмаска (пр)
- 21 км: Пановка (пр)
- Моховая (пр)

## Данные водного реестра
По данным государственного водного реестра России относится к Нижневолжскому бассейновому округу, водохозяйственный участок реки — Камский участок Куйбышевского водохранилища от устья Камы до пгт Камское Устье без рек Шешма и Волга, речной подбассейн реки — нет. Речной бассейн реки — Волга от верховий Куйбышевского водохранилища до впадения в Каспий.